# Vassili Zverinski
Vassili Vassilievitch Zverinski (russe : Василий Васильевич Зверинский) (13 février 1835 — 22 février 1893) est un statisticien russe et l'un des rédacteurs du Comité central des statistiques de l'Empire russe.
Il prend une part active dans la publication des statistiques internationales, parmi lesquelles ses Matériaux pour les statistiques de la navigation dans la Russie d'Europe. Il collabore aussi à la Revue statistique du gouvernement de Tobolsk (Liste des localités de l'Empire russe, Saint-Pétersbourg, 1871). Il participe activement au Dictionnaire géographique de la Russie de Piotr Semionov-Tian-Chanski.
Sa dernière œuvre, le résultat de deux décennies de travail, est intitulée Matériaux pour une étude historico-topographique des monastères orthodoxes de l'Empire russe (Vol. I et II, Saint-Pétersbourg, 1890 et 1892) et demeure le livre de référence unique sur le sujet de la répartition des monastères dans la Russie pré-révolutionnaire.

## Œuvres
- Matériaux pour les statistiques de la navigation dans la Russie d'Europe (russe : Международной статистики», для которого составил «Материалы для статистики судоходства в Европейской России)
- Liste des localités de l'Empire russe (russe : Список населённых мест Российской империи), Saint-Pétersbourg, 1871
- Matériaux pour une étude historico-topographique des monastères orthodoxes de l'Empire russe (russe : Материалы для историко-топографического исследования о православных монастырях в Российской империи, Materialy dlia istoriko-topografitcheskogo issledovania o pravoslavnykh monastyriakh rossiskoï imperi), Saint-Pétersbourg, 1890 et 1892-1897

## Sources
- (ru) Cet article est partiellement ou en totalité issu de l’article de Wikipédia en russe intitulé « Зверинский, Василий Васильевич » (voir la liste des auteurs).